# Ctenidium molluscum
Ctenidium molluscum là một loài Rêu trong họ Hypnaceae. Loài này được (Hedw.) Mitt. mô tả khoa học đầu tiên năm 1869.

## Hình ảnh

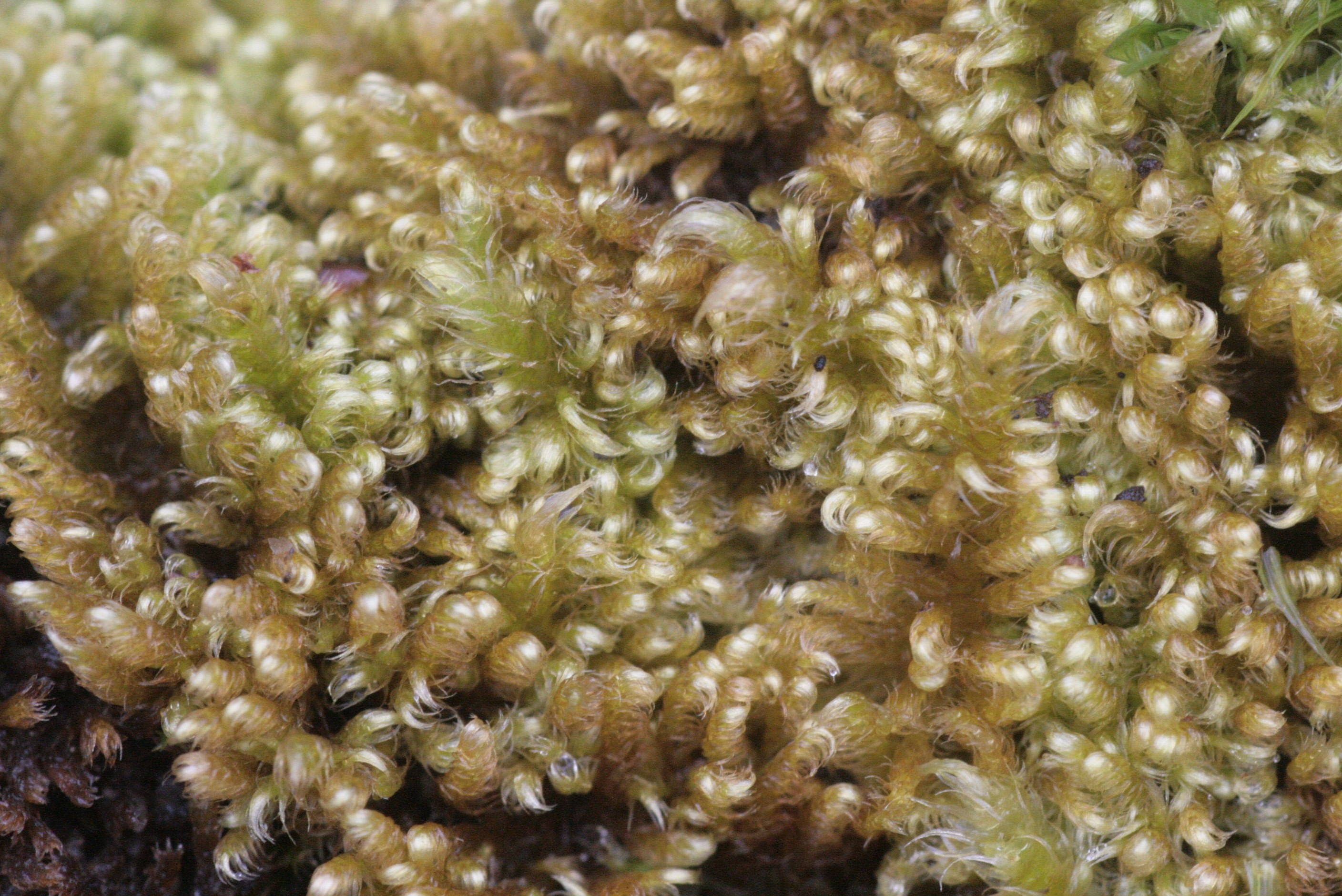
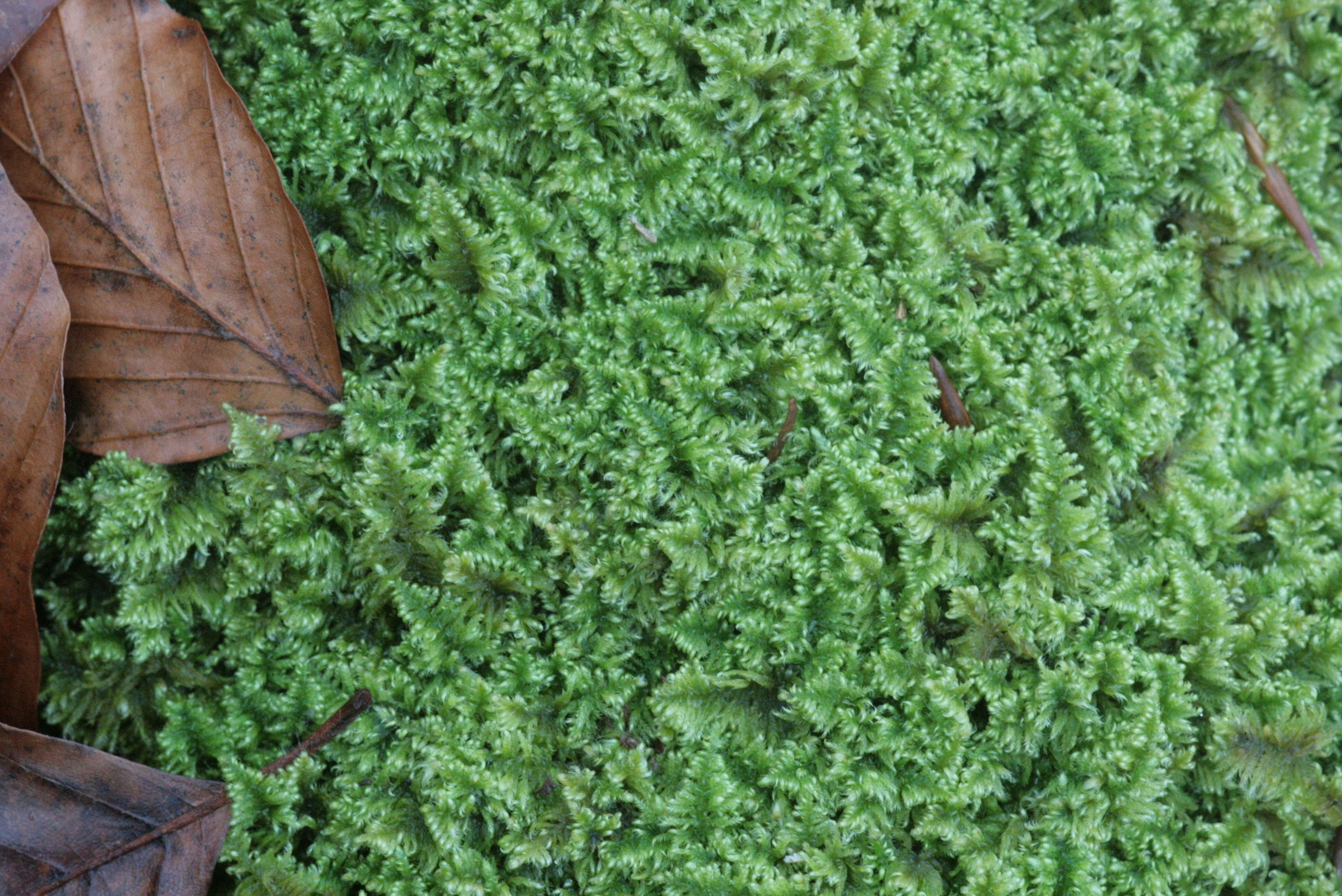
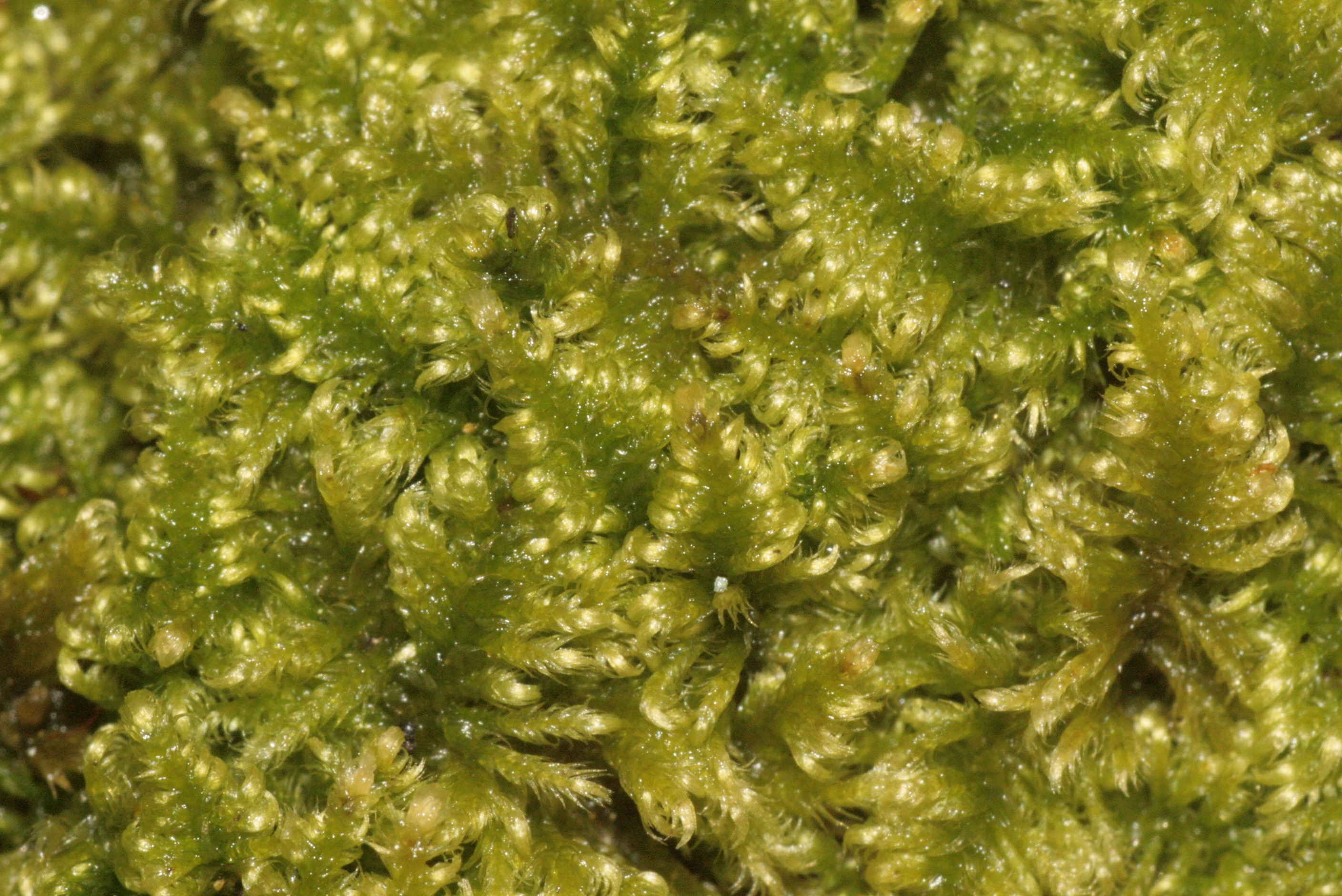
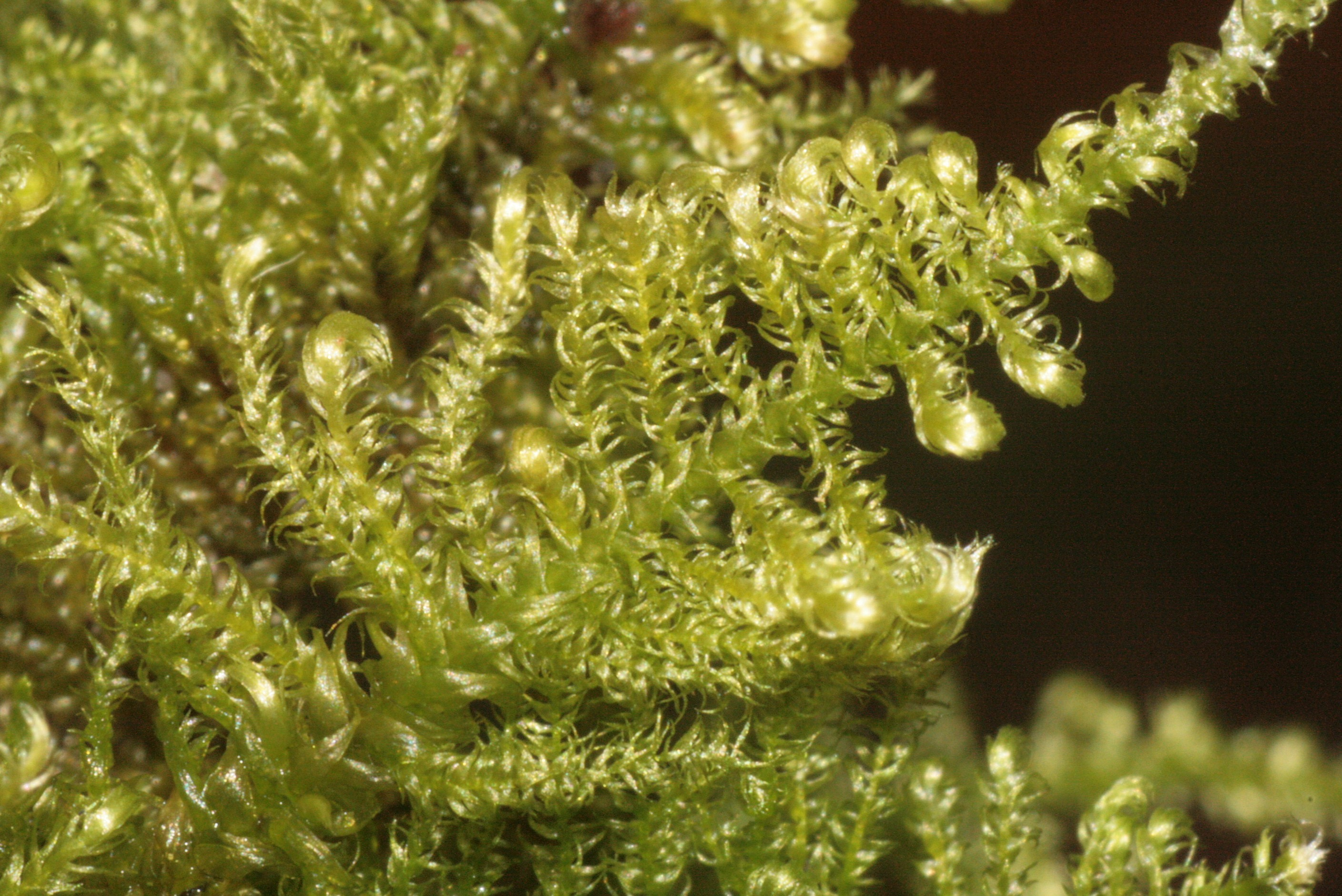